# Smittspårning

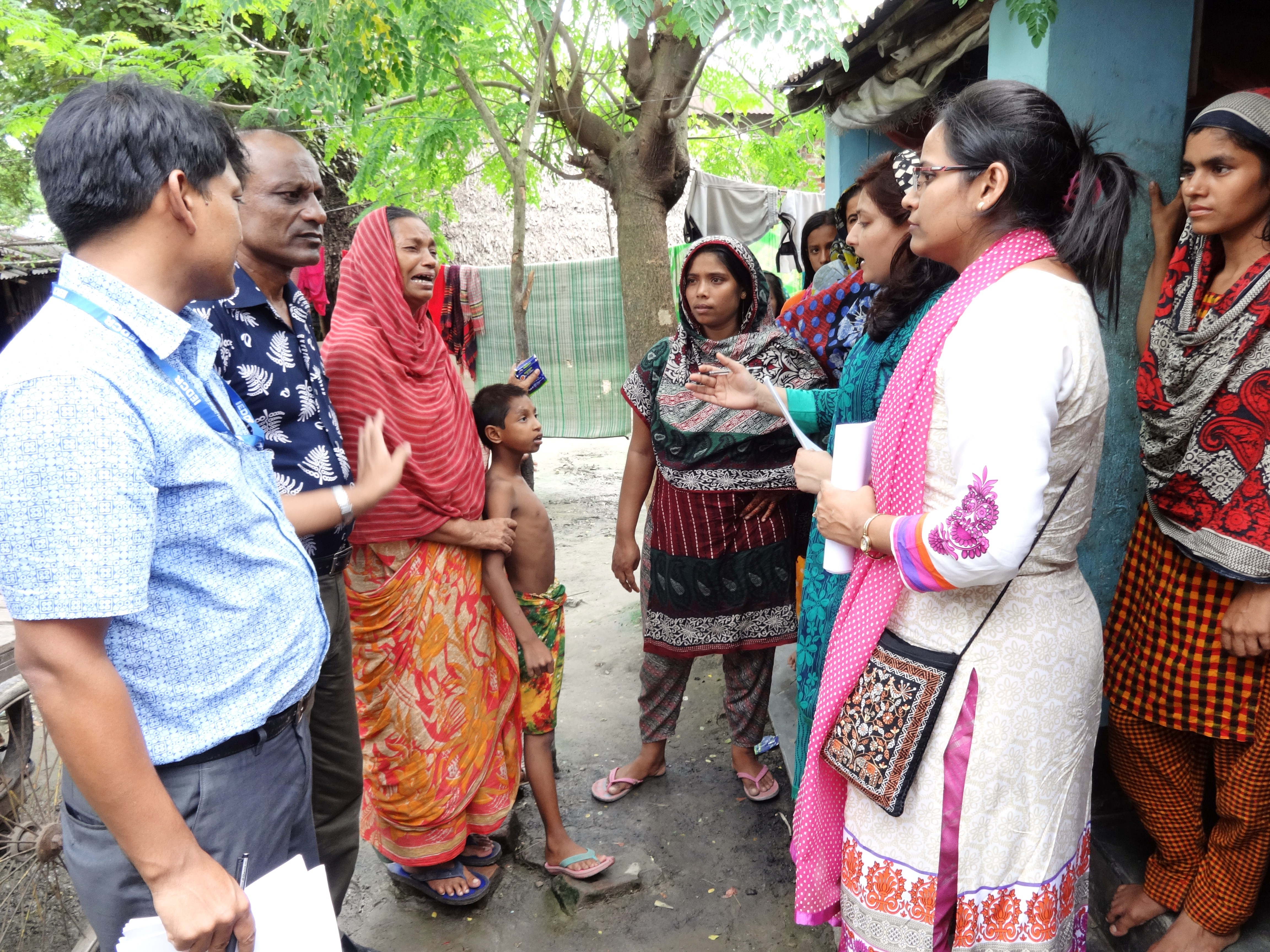
Smittspårning vid ett utbrott av kolera i Bangladesh 2014

Traditionellt är smittspårning en utredning av mellan vilka och på vilket sätt en smittsam sjukdom har spritts.
En viktig del består av att man fastställer vem som kan ha smittat en smittad person, och kartlägger vilka personer denne har varit i kontakt med, och undersöker om också dessa är smittade. Detta kallas ibland kontaktspårning. Smittspårning omfattar dock också att man spårar smittoorsaker av annat slag, som exempelvis förorenat vatten varifrån kolera eller legionella spridits. I samband med covid-19-pandemin har termen smittspårning i Sverige också använts med viss betoning av andra smittskyddsåtgärder än traditionell smittspårning som exempelvis social distansering.

## Allmänt
Normalt utgår man från en viss känd smittbärare, indexfallet. Smittspårning bland människor kan grovt indelas i två delar. Dels kan man försöka fastställa hur indexfallet blev smittad, och dels kan man försöka hitta de personer som indexfallet i sin tur har smittat. Sammantaget kallas detta ett smittspårningsärende. Om man under smittspårningen identifierar nya smittade personer, så kan man starta nya smittspårningsärenden med dessa som indexfall.
Smitta kan spridas på många sätt, exempelvis genom att en smittad person sprider droppar med smittämnet med hostningar eller nysningar (vilket ofta är fallet med influensa eller covid-19), eller genom överföring vid samlag (som för klamydia) eller i blod som förs från människa till människa av en mygga, som för malaria. Därför beror smittspårningsteknikerna mycket på vilken infektionssjukdom som överförs. Detta medför bland annat att man ibland söker fastställa vem som smittat indexfallet, men för andra infektionssjukdomar snarare letar efter vad smittkällan är.
Smittspårning är en av smittskyddets metoder, som ofta kombineras med andra. Syftet med smittspårning kan vara:
- Att stoppa pågående överföring och reducera spridningen av en infektion.
- Att uppmärksamma kontakterna på möjligheten att de har infekterats och erbjuda förebyggande rådgivning och förebyggande vård.
- Att ställa diagnos, ge råd och behandla personer som är infekterade.
- Om infektionen är behandlingsbar, att förhindra att den ursprungliga infekterade patienten blir återinfekterad.
- Att lära sig om epidemiologin för en sjukdom i en viss befolkningsgrupp.

När det gäller sjukdomar vars förmåga till smittspridning är oklar, kan smittspårning också ibland utföras för att utröna sjukdomens egenskaper, inklusive dess smittsamhet. Smittspårning är inte alltid den mest effektiva smittskyddsmetoden. I områden med samhällssmitta där sjukdomen är mycket vanlig kan allmän screening eller testning av vissa specifika grupper vara mer kostnadseffektiv.

## Smittspårning mellan personer (kontaktspårning)
Kartläggningen av mellan vilka personer som smittan har spridit sig kallas ibland kontaktspårning. Detta innebär att man identifierar de personer (kontakterna) som kan ha kommit i kontakt med en given  infekterad person (indexfallet) och därpå följande insamling av information om dessa kontakter. Genom att leta på infekterade personers kontakter, testa dem för förekomst av smitta, behandla dem som är infekterade och leta på dem som i sin tur har blivit smittade av de nya infekterade som man hittar, försöker hälsovårdsorganisationer minska antalet smittade i befolkningen. Det är vanligt att man utför smittspårning för bland annat tuberkulos, mässling, HIV och covid-19. 
Smittspårning har blivit en grundpelare för kontrollen av smittsamma sjukdomar som ett led i arbetet för folkhälsan under årtionden. Som exempel uppnåddes utrotandet av smittkoppor inte genom allomfattande immunicering utan genom fullständig smittspårning för att finna alla infekterade personer. Detta följdes upp med isolering av de infekterade personerna och vaccinering av deras närstående och andra kontakter som riskerade att få smittkoppor.

## Spårning av andra smittoorsaker
Vid utbrott av sjukdomar som oftast inte smittar direkt från person till person kan smittspårningen i stället vara mer inriktad på att hitta andra smittkällor. Ett exempel är sjukdomar som legionärssjukan och pontiacfeber, som orsakas av olika bakterier av släktet legionella. Bakterierna växer i sötvatten, antingen fritt eller inuti amöbor, och sprids ofta direkt via aerosoler av infekterad vatten (exempelvis vid dusch), men också via jord. Smittspårningen handlar därför i hög grad om att fastställa vilka sådana vattenförekomster som är legionellainfekterade. Den svenska folkhälsomyndighetens råd handlar mycket om vad kommunaltjänstemän eller andra berörda har att tänka på när de upphandlar analysverktyg för legionellaspårning. Bland annat kan det ibland i första hand handla om att avgöra om hittade legionellabakterier är av samma slag som de som infekterat indexfallet.

## Smittspårning i Sverige
Smittspårning i Sverige regleras övergripande i 3 kap. 4-6 §§ Smittskyddslagen (2004:168). Fram till och med 22 juli 2020 fanns också noggranna föreskrifter från folkhälsomyndigheten om hur smittspårning skulle gå till. Socialstyrelsens officiella definition av smittspårning stämmer väl överens med den allmänna innebörd denna artikel använt. Socialstyrelsens termbank (och därmed Rikstermbanken) anger betydelsen som
åtgärder behandlande läkare, smittskyddsläkare eller annan hälso- och sjukvårdspersonal med särskild kompetens har att vidta för att kunna utreda varifrån smitta kommit och till vilka den kan ha överförts.
I vissa fall används dock termen även för andra typer av smittskydd. Specifikt för Sverige är att smittspårning åtminstone till och med 22 juli 2020 i princip föreskrevs för varje individ som konstaterats vara smittad med någon av vissa uppräknade så kallade smittspårningspliktiga sjukdomar.

### Smittspårningspliktig sjukdom
Smittspårningspliktig sjukdom är ett svenskt medicinsk-juridiskt begrepp i smittskyddslagen och gäller enbart inom Sverige.
Enligt smittskyddslagen och smittskyddsförordningen ska smittspårning utföras när man har konstaterat att någon person är smittad med en allmänfarlig sjukdom, eller med någon annan sjukdom som upptas på folkhälsomyndighetens lista över andra smittspårningspliktiga sjukdomar. Detta innebar att man för varje påträffad smittad individ skulle utreda vilka personer denna har kunnat smitta, och ibland även hur personen har blivit smittad.

### Smittspårningsärende
Enligt smittskyddslagen ska smittspridning undersökas för varje person som konstaterats smittad med en smittspårningsskyldig sjukdom. Dessa undersökningar kallas smittspårningsärenden. Lagen ger dock ingen detaljerad beskrivning av hur undersökningarna ska gå till. Följande avsnitt bygger därför i huvudsak på Folkhälsomyndighetens föreskrifter och allmänna råd om smittspårning, som utfärdades år 2015 och gällde fram till och med 22 juli 2020, men sedan upphävdes. Det var i början av augusti 2020 oklart i vilken mån deras sakinnehåll täcktes upp av nya förordningar, föreskrifter eller råd.
Varje gång en läkare eller en undersökning kunde konstatera att en person i Sverige hade en smittspårningspliktig sjukdom, skulle ett smittspårningsärende upprättas, med den smittade som indexpatient. Normalt var den behandlande läkaren ansvarig för ärendet, om inte det delegerats till någon annan tillräckligt kompetent person, eller övertagits av en smittskyddsläkare. Man skulle dokumentera personuppgifter och möjliga smittorsaker för patienten, och lista de personer vederbörande kunde ha smittat. Dessa personer skulle kontaktas för undersökning eller provtagning. Om någon av dem konstaterades vara smittad, så skulle ett nytt smittspårningsärende öppnas med den personen som indexpatient.
Dessa generella föreskrifter och allmänna råd innehöll inget undantag för sjukdomar där redan samhällsspridning uppstått.

### Smittspårning avcovid-19
Enligt ett regeringsbeslut 2020-02-01 ska covid-19 räknas som en samhällsfarlig och alltså allmänfarlig sjukdom. Därigenom är covid-19 också automatiskt en smittspårningspliktig och anmälningspliktig sjukdom, så att alla gällande bestämmelser i lagar, förordningar och föreskrifter för sådana sjukdomar också gäller för covid-19, om inte något annat specifikt föreskrivs. Folkhälsomyndigheten har dock utfärdat speciella föreskrifter för smittspårning av covid-19. Där konstaterar man att eftersom sjukdomen är allmänfarlig så måste "smittspårning" alltid utföras, men fortsätter med att beskriva "smittspårning" som något som beror på den fas epidemin befinner sig i. Effekten blir att delvis mindre och delvis mer än smittspårning i den mening socialstyrelsen definierar termen föreskrivs, dock utan att detta omtalas som något annat än "smittspårning". Detta kan uppfattas som att FOHM inte uttryckligen anger att avsteg skall göras från vanliga regler rörande smittspridning, utan i stället ändrar termens innebörd vad avser just covid-19.
Vägledningen använder termerna "indexfallet", och "patienten" . Den fastslår att i samtliga fall man skall
- identifiera vilka som "kan ha utsatts för smitta" av indexfallet, från det att den personen blev smittsam (dessa personer räknas som nära kontakter)
- informera kontakterna om vikten av fysiska distansering, att undvika nära kontakter under inkubationstiden, och att vara uppmärksamma på tidiga symtom på covid-19
- informera kontakter med symtom om att de ska stanna hemma och isolera sig samt kontakta hälso- och sjukvård för provtagning

Emellertid räknas inte alla som kan ha utsatts för smitta med, utan främst de som anses ha hög risk att ha blivit smittade, som personer som delar bostad eller arbetsplats med indexfallet. Vidare har i allmänhet inte heller "de nära kontakterna", alltså de som anses "kunna ha utsatts för smitta" någon allmän skyldighet att uppsöka läkare eller låta sig provtas för förekomst av sars-cov-2 inte heller anges. I stället anges såvitt jag kan se de skola följa ungefär samma allmänna rekommendationer som vi alla skall följa; med den rätt marginella skärpningen att de om de får symtom skall "kontakta hälso- och sjukvård för provtagning". Man skriver också att det "i vissa fall" kan vara aktuellt att provta även asymtomatiska kontakter, till och med flera gånger. I dessa avseenden kan alltså definitionen av smittspårning sägas innebära mindre och färre ålägganden på myndigheter och individer än vad som gäller dem som kan ha smittats av någon infekterad med en "vanlig" smittspårningspliktig sjukdom.
Å andra sidan föreskrevs att "de nära kontakterna" skulle följa ungefär samma allmänna rekommendationer som alla invånare i Sverige skulle följa, dock i vissa avseenden med små skärpningar. Speciellt föreskrevs alltså att de om de får även milda symtom av covid-19typ skulle "kontakta hälso- och sjukvård för provtagning" (vilket inte i allmänhet gällde dem som fick sådana symtom). Effekten kan sammanfattas som att vissa smittskyddsåtgärder räknas som smittspårning för covid-19 men inte för andra sjukdomar (och inte enligt socialstyrelsens definition).
Genom att Folkhälsomyndighetens allmänna föreskrifter om smittspårning upphävdes från och med 23 juli 2020) minskade dock de formella skillnaderna i innebörderna av termen smittspårning för covid-19 och "vanliga" smittspårningspliktiga sjukdomar något.

## Smittspårning i andra länder
Smittspårning/kontaktspårning varierar i hög grad från land till land. Finland exempelvis har strikt lagstiftning inkluderande smittspårning, bland annat med hjälp av mobilappar och Norge har en motsvarande smittspårningsskyldighet och när den föreligger kan tvångsåtgärder vidtas för att fastställa om en person är smittad. I Danmark gäller Epidemiloven, som är mer begränsad avseende såväl sjukdomar som åtgärder än den svenska och smittspårningsplikt föreligger inte för exempelvis sexuellt överförbara sjukdomar. I Sundhedsstyrelsens anvisningar betonas frivilligheten hos den smittade vid kontaktspårning. För världen i övrigt är smittspårning bland människor mycket varierande. I WHO:s olika International Health Regulations (IHR) poängteras vikten av kontaktspårning men berör inte någon smittspårningsplikt motsvarande den svenska.

### Rapportering länder emellan
Vissa sjukdomar som exempelvis legionellos rapporteras via statlig myndighet, vanligen Folkhälsomyndigheten till berört land och/eller WHO utan att identitetsuppgifter på de enskilda personerna anges.